# UCI ProTour 2005
L'edició del 2005 de l'UCI ProTour va ser l'edició inaugural d'aquesta competició introduïda per l'Union Cycliste Internationale per substituir l'antiga Copa del Món UCI. Després que el mallot blanc de líder del ProTour hagués passat per fins a quatre ciclistes diferents (Bobby Julich, Óscar Freire, Alessandro Petacchi i Tom Boonen), va ser l'italià de Spoltore Danilo Di Luca el que es va endur la general final individual. En equips, va triomfar el Team CSC, i per nacions, la guanyadora va ser Itàlia.

## Equips de l'UCI ProTour 2005
| Codi | Equip                   | País         |
| ---- | ----------------------- | ------------ |
| BTL  | Bouygues Telecom        | França       |
| COF  | Cofidis                 | França       |
| CRE  | Crédit Agricole         | França       |
| CSC  | Team CSC                | Dinamarca    |
| DVL  | Davitamon-Lotto         | Bèlgica      |
| DSC  | Discovery Channel       | Estats Units |
| DOM  | Domina Vacanze-De Nardi | Itàlia       |
| EUS  | Euskaltel-Euskadi       | Espanya      |
| FAS  | Fassa Bortolo           | Itàlia       |
| FDJ  | Française des Jeux      | França       |

| Codi | Equip                          | País          |
| ---- | ------------------------------ | ------------- |
| GST  | Gerolsteiner                   | Alemanya      |
| IBA  | Illes Balears-Caisse d'Epargne | Espanya       |
| LAM  | Lampre-Caffita                 | Itàlia        |
| LSW  | Liberty Seguros-Würth          | Espanya       |
| LIQ  | Liquigas-Bianchi               | Itàlia        |
| PHO  | Phonak Hearing Systems         | Suïssa        |
| QST  | Quick Step-Innergetic          | Bèlgica       |
| RAB  | Rabobank                       | Països Baixos |
| SDV  | Saunier Duval-Prodir           | Espanya       |
| TMO  | T-Mobile Team                  | Alemanya      |

## Calendari de l'UCI ProTour 2005
| Cursa                     | Guanyador                 | Equip                  |
| ------------------------- | ------------------------- | ---------------------- |
| París-Niça                | Bobby Julich (USA)        | Team CSC               |
| Tirrena-Adriàtica         | Óscar Freire (ESP)        | Rabobank               |
| Milà-Sanremo              | Alessandro Petacchi (ITA) | Fassa Bortolo          |
| Tour de Flandes           | Tom Boonen (BEL)          | Quick Step-Innergetic  |
| Volta al País Basc        | Danilo Di Luca (ITA)      | Liquigas-Bianchi       |
| Gant-Wevelgem             | Nico Mattan (BEL)         | Davitamon-Lotto        |
| París-Roubaix             | Tom Boonen (BEL)          | Quick Step-Innergetic  |
| Amstel Gold Race          | Danilo Di Luca (ITA)      | Liquigas-Bianchi       |
| Fletxa Valona             | Danilo Di Luca (ITA)      | Liquigas-Bianchi       |
| Lieja-Bastogne-Lieja      | Aleksandr Vinokúrov (KAZ) | T-Mobile Team          |
| Tour de Romandia          | Santiago Botero (COL)     | Phonak Hearing Systems |
| Giro d'Itàlia             | Paolo Savoldelli (ITA)    | Discovery Channel      |
| Volta a Catalunya         | Iaroslav Popòvitx (UKR)   | Discovery Channel      |
| Dauphiné Libéré           | Íñigo Landaluze (ESP)     | Euskaltel-Euskadi      |
| Volta a Suïssa            | Aitor González (ESP)      | Euskaltel-Euskadi      |
| CRE Eindhoven             | Gerolsteiner (GER)        | Alemanya               |
| Tour de França            | Lance Armstrong (USA)     | Discovery Channel      |
| HEW Cyclassics            | Filippo Pozzato (ITA)     | Quick Step-Innergetic  |
| Tour del Benelux          | Bobby Julich (USA)        | Team CSC               |
| Clàssica de Sant Sebastià | Constantino Zaballa (ESP) | Saunier Duval-Prodir   |
| Volta a Alemanya          | Levi Leipheimer (USA)     | Gerolsteiner           |
| Volta a Espanya           | Denís Ménxov (RUS)        | Rabobank               |
| GP Ouest France-Plouay    | George Hincapie (USA)     | Discovery Channel      |
| Volta a Polònia           | Kim Kirchen (NED)         | Fassa Bortolo          |
| Campionat del Món en ruta | Tom Boonen (BEL)          | Bèlgica                |
| Campionat de Zuric        | Paolo Bettini (ITA)       | Quick Step-Innergetic  |
| París-Tours               | Erik Zabel (GER)          | T-Mobile Team          |
| Giro de Llombardia        | Paolo Bettini (ITA)       | Quick Step-Innergetic  |

## Classificacions
|    | Ciclista            | Equip                          | Punts     |
| -- | ------------------- | ------------------------------ | --------- |
| 1  | Danilo Di Luca      | Liquigas-Bianchi               | 229 punts |
| 2  | Tom Boonen          | Quick Step-Innergetic          | 171 punts |
| 3  | Davide Rebellin     | Gerolsteiner                   | 151 punts |
| 4  | Jan Ullrich         | T-Mobile Team                  | 140 punts |
| 5  | Lance Armstrong     | Discovery Channel              | 139 punts |
| 6  | Aleksandr Vinokúrov | T-Mobile Team                  | 136 punts |
| 7  | Levi Leipheimer     | Gerolsteiner                   | 131 punts |
| 8  | Paolo Bettini       | Quick Step-Innergetic          | 130 punts |
| 9  | Bobby Julich        | Team CSC                       | 130 punts |
| 10 | George Hincapie     | Discovery Channel              | 129 punts |
| 11 | Alessandro Petacchi | Fassa Bortolo                  | 128 punts |
| 12 | Gilberto Simoni     | Lampre-Caffita                 | 111 punts |
| 13 | Frank Schleck       | Team CSC                       | 110 punts |
| 14 | Denís Ménxov        | Rabobank                       | 109 punts |
| 15 | Francisco Mancebo   | Illes Balears-Caisse d'Epargne | 107 punts |
| 16 | Michael Boogerd     | Rabobank                       | 100 punts |
| 17 | Cadel Evans         | Davitamon-Lotto                | 99 punts  |
| 18 | Roberto Heras       | Liberty Seguros-Würth Team     | 96 punts  |
| 19 | Santiago Botero     | Phonak Hearing Systems         | 95 punts  |
| 20 | Oscar Freire        | Rabobank                       | 94 punts  |

|    | Equip                          | País          | Punts     |
| -- | ------------------------------ | ------------- | --------- |
| 1  | Team CSC                       | Dinamarca     | 390 punts |
| 2  | Phonak Hearing Systems         | Suïssa        | 353 punts |
| 3  | Rabobank                       | Països Baixos | 349 punts |
| 4  | Davitamon-Lotto                | Bèlgica       | 322 punts |
| 5  | Liberty Seguros-Würth          | Espanya       | 320 punts |
| 6  | Gerolsteiner                   | Alemanya      | 303 punts |
| 7  | Saunier Duval-Prodir           | Espanya       | 293 punts |
| 8  | Discovery Channel              | Estats Units  | 274 punts |
| 9  | Crédit Agricole                | França        | 264 punts |
| 10 | Illes Balears-Caisse d'Epargne | Espanya       | 262 punts |
| 11 | Cofidis                        | França        | 258 punts |
| 12 | Quick Step-Innergetic          | Bèlgica       | 253 punts |
| 13 | Fassa Bortolo                  | Itàlia        | 245 punts |
| 14 | T-Mobile Team                  | Alemanya      | 244 punts |
| 15 | Liquigas-Bianchi               | Itàlia        | 228 punts |
| 16 | Lampre-Caffita                 | Itàlia        | 211 punts |
| 17 | Bouygues Telecom               | França        | 183 punts |
| 18 | Domina Vacanze-De Nardi        | Itàlia        | 161 punts |
| 19 | Euskaltel-Euskadi              | Espanya       | 147 punts |
| 20 | Française des Jeux             | França        | 130 punts |

### Països
|    | País          | Punts      |
| -- | ------------- | ---------- |
| 1  | Itàlia        | 749 punts  |
| 2  | Estats Units  | 559 punts  |
| 3  | Espanya       | 459 punts  |
| 4  | Alemanya      | 405 points |
| 5  | Austràlia     | 307 punts  |
| 6  | Bèlgica       | 304 punts  |
| 7  | Països Baixos | 280 punts  |
| 8  | Luxemburg     | 191 punts  |
| 9  | França        | 163 punts  |
| 10 | Rússia        | 153 punts  |